# ジェイク・ダーデン
ジェイク・ダーデン（Jake Dirden）のリングネームで知られるブラッド・フォックス（Brad Fox、1983年4月7日 - ）はアメリカ合衆国のプロレスラー。ミズーリ州セントルイス出身。

## 来歴
2011年、カンザス州を拠点とするDPW（Dynamo Pro Wrestling）が主宰するDPWジムにてトレーニングを開始。2012年4月6日、DPWにてエル・サンチェスを相手にプロレスラーデビューを果たし、勝利を飾る。デビュー後、タンクトップとジーンズをコスチュームとし、ブルーザー・ブロディを意識した荒々しいスタイルを信条としたギミックで活動。カンザス州のMPW（Metro Pro Wrestling）、アイオワ州の3XW（3XWrestling）、ミズーリ州のWLW（World League Wrestling）などアメリカ中西部のインディー団体を渡り歩く。
2013年2月、TNAの傘下団体であるOVWに参戦。ダークマッチを中心に出場していたが3月14日、OVW TVにてTNAのトライアウトともいえるガットチェックマッチにてジェイ・ブラッドリーと対戦するがジェームズ・トーマス & ジョニー・スペードの乱入でブラッドリーを妨害した事により反則裁定で敗戦した。4月、日本の団体であるNOAHにて2012年11月のNOAH & WLWのレスリングキャンプで存在感を見せた事から実力を認められ留学生として初来日を果たす。同月13日のグローバル・タッグリーグ戦2013開幕戦でマイキー・ニコルスと組んで小川良成 & 小峠篤司と対戦してニコルスが小峠にマイキーボムを決めて勝利した。ブルーザー・ブロディを彷彿とさせるロープを持参してシングルマッチで丸藤正道、森嶋猛といったNOAHのトップレスラーを相手にラフファイトでリング内外で暴れ回るも勝利を得る事が出来なかったが、6月30日のVoyage for Colosseumにて井上雅央を相手にキュアを決めて勝利した。アメリカ帰国後、10月26日にDPWにてDPWヘビー級王座を保持するダン・ウォルシュに挑戦して勝利し、プロレスラーとしてのキャリア初のタイトルを獲得。
2014年3月8日、ROHに参戦。ダークマッチでウィル・フェラーラと対戦して勝利。10月4日、DPWにてジャッカルと組んでDPWタッグ王者チームであるブランドン・エスピノーサ & リッキー・クルーズに挑戦して最後にジャッカルがエスピノーサからフォールして勝利し、ベルトを奪取。同月5日、テキサス州を拠点とするNWA加盟団体、IPW（Inspire Pro Wrestling）のBattle Warsに参戦。バイロン・ウィルコット、ジェームス・クラクストン、ムーンシャイン・マンテルと4wayマッチを行うがルールを無視して暴れ回りリングを混沌へと陥れた。11月22日、PGP（Proving Ground Pro）のEmergency ResponseにてPGPフランチャイズ王座を保持するラフ・クロッシングと対戦して勝利。ベルトを奪取。
2015年1月3日、ROHのトッププロスペクトトーナメント2015に出場し、1回戦でドノヴァン・ダイジャックと対戦。両者2m超えのぶつかり合いとなるが最後は顔面に膝蹴りを喰らい敗戦した。3月13日、ROH Conquest Tourにてジョン・グリード & デイビー・ベガと組んでシャヒーム・アリ & タイラー・トーマス & ダニー・アダムスと対戦するが敗戦。5月2日、DPWにてDPWヘビー級王座を保持するマイク・アウトローに勝利してベルトを奪取。6月5日、ROH Road To Best In The World 2015にてエヴァレット・コナーズ & ケビン・リー・デビッドソンと組んでブランドン・エスピノーサ & マイク・サイダル & パコ・ゴンザレスと対戦するが敗戦。10月17日、PGP A Freind of the Devilにてマット・ウィンチェスターと組んでネイト・レッドウィング & ネルソン・シックスと対戦して勝利。同月23日、FIP（Full Impact Pro）主宰によるFallout 2015にて2日間に渡り行われた16団体によるトリオトーナメントにケリー・オーファル & ニック・イギーと組んでチームPGPとして出場。1回戦でチームACW（ジェイソン・ケイド & ジェイソン・ファルコーン & サイドショー）と対戦。最後にファルコーンへエイジアティック・スパイクを決めて勝利。同月24日、決勝まで勝ち進みチームT1W（アレックス・メイソン & ルードボーイ・ライリー & ソニー・キッス）と対戦。最後にメイソンにエイジアティック・スパイクを決めて勝利し、優勝を飾った。11月21日、PGP Rise From The AshesにてPGPフランチャイズ王座を保持するブレイク・ベラキスにスティールケージマッチで挑戦して勝利。ベルトを奪取。

## 得意技
- キュア

フィニッシャー。チョークスラム
- エイジアティック・スパイク

親指で相手の咽喉を攻撃するチョークホールド
ドン・ムラコの得意技として知られる。

## 獲得タイトル
DPW
- DPWヘビー級王座 : 2回
- DPWタッグ王座 : 1回

w / ジャッカル
PGP
- PGPフランチャイズ王座 : 2回

## 入場曲
- White zombie - El Phantasmo and the Chicken-Run Blast-O-Rama